# Hydrodynastes bicinctus
Hydrodynastes bicinctus är en ormart som beskrevs av Hermann 1804. Hydrodynastes bicinctus ingår i släktet Hydrodynastes och familjen snokar.
Arten förekommer i norra Sydamerika i Colombia, Venezuela, regionen Guyana och Brasilien. Honor lägger ägg.

## Underarter
Arten delas in i följande underarter:
- H. b. bicinctus
- H. b. schultzi